# Jean-François Gillet
Jean-François Gillet (Lieja, el 31 de maig de 1979) és un exfutbolista belga que jugava de porter.
Durant la seva carrera va jugar a Bèlgica, a Standard Liège i KV Mechelen, i a Itàlia, a clubs com Monza, AS Bari, Bologna, Torino FC o Catania, i a l'equip nacional de Bèlgica.